# Поль Бернардоні
Поль Бернардоні (фр. Paul Bernardoni, нар. 18 квітня 1997, Еврі) — французький футболіст, воротар клубу «Анже».

## Клубна кар'єра
У віці 16 років перейшов у футбольну школу «Труа». Там Поль добре зарекомендував себе і з 18 років став тренуватися з основною командою. 6 березня 2015 року дебютував у Лізі 2 у матчі проти «Клермона» (2:0). Незабаром після цього Поль продовжив контракт з командою до 2019 року.
На наступний рік «Труа» вийшли в Лігу 1, і 8 серпня 2015 року Поль дебютував у вищій лізі країни в матчі проти «Газелека Аяччо».
31 січня 2016 року голкіпера орендував «Бордо», за який до кінця року він зіграв в семи зустрічах, дебютувавши за нову команду 3 лютого в поєдинку проти «Ліона», в якому пропустив три м'ячі. 1 липня 2016 року Бернардоні перейшов в «Бордо» на постійній основі. Контракт був укладений строком на п'ять років. Сума трансферу склала 2,5 млн євро. Проте новий головний тренер команди, Жослен Гурвеннек визначив новачка на роль третього воротаря, в результаті чого Поль не зіграв у сезоні 2016/17 жодного матчу за «Бордо».
Через це влітку 2017 року Поль був відданий в оренду на сезон в клуб Ліги 2 «Клермон», а наступний сезон 2018/19 провів теж в оренді у клубі Ліги 1 «Нім-Олімпік», відігравши за команду з Німа усі 38 матчів в національному чемпіонаті.

## Виступи за збірні
2013 року дебютував у складі юнацької збірної Франції, взяв участь у 22 іграх на юнацькому рівні. З командою до 19 років став переможцем юнацького чемпіонату Європи 2016 року у Німеччині, де був основним воротарем.
З 2017 року залучався до матчів молодіжної збірної Франції, у її складі поїхав на молодіжний чемпіонат Європи 2019 року в Італії.

## Статистика виступів

### Статистика клубних виступів
| Сезон             | Команда           | Чемпіонат         | Чемпіонат | Чемпіонат | Національний кубок | Національний кубок | Національний кубок | Континентальні кубки | Континентальні кубки | Континентальні кубки | Інші змагання | Інші змагання | Інші змагання | Усього | Усього |
| Сезон             | Команда           | Ліга              | Ігор      | Голів     | Ліга               | Ігор               | Голів              | Ліга                 | Ігор                 | Голів                | Ліга          | Ігор          | Голів         | Ігор   | Голів  |
| ----------------- | ----------------- | ----------------- | --------- | --------- | ------------------ | ------------------ | ------------------ | -------------------- | -------------------- | -------------------- | ------------- | ------------- | ------------- | ------ | ------ |
| 2014–15           | «Труа»            | Л2                | 1         | -0        | КФ+КЛ              | -                  | -                  | -                    | -                    | -                    | -             | -             | -             | 1      | -0     |
| 2015–16           | «Труа»            | Л1                | 14        | -26       | КФ+КЛ              | 0+1                | -0 + -2            | -                    | -                    | -                    | -             | -             | -             | 15     | -28    |
| Усього за «Труа»  | Усього за «Труа»  | Усього за «Труа»  | 15        | -26       |                    | 1                  | -2                 |                      | -                    | -                    |               | -             | -             | 16     | -28    |
| 2015–16           | «Бордо»           | Л1                | 7         | -18       | КФ+КЛ              | 0+0                | -0                 | ЛЄ                   | -                    | -                    | -             | -             | -             | 7      | -18    |
| 2016–17           | «Бордо»           | Л1                | 0         | -0        | КФ+КЛ              | 0+0                | -0                 | -                    | -                    | -                    | -             | -             | -             | 0      | -0     |
| Усього за «Бордо» | Усього за «Бордо» | Усього за «Бордо» | 7         | -18       |                    | 0                  | -0                 |                      | -                    | -                    |               | -             | -             | 7      | -18    |
| 2017–18           | «Клермон»         | Л2                | 30        | -24       | КФ+КЛ              | 0+0                | -0                 | -                    | -                    | -                    | -             | -             | -             | 30     | -24    |
| Усього за кар'єру | Усього за кар'єру | Усього за кар'єру | 52        | -68       |                    | 1                  | -2                 |                      | -                    | -                    |               | -             | -             | 53     | -70    |

## Титули і досягнення
- Чемпіон Європи (U-19): 2016